# 오즈의 오즈마 공주

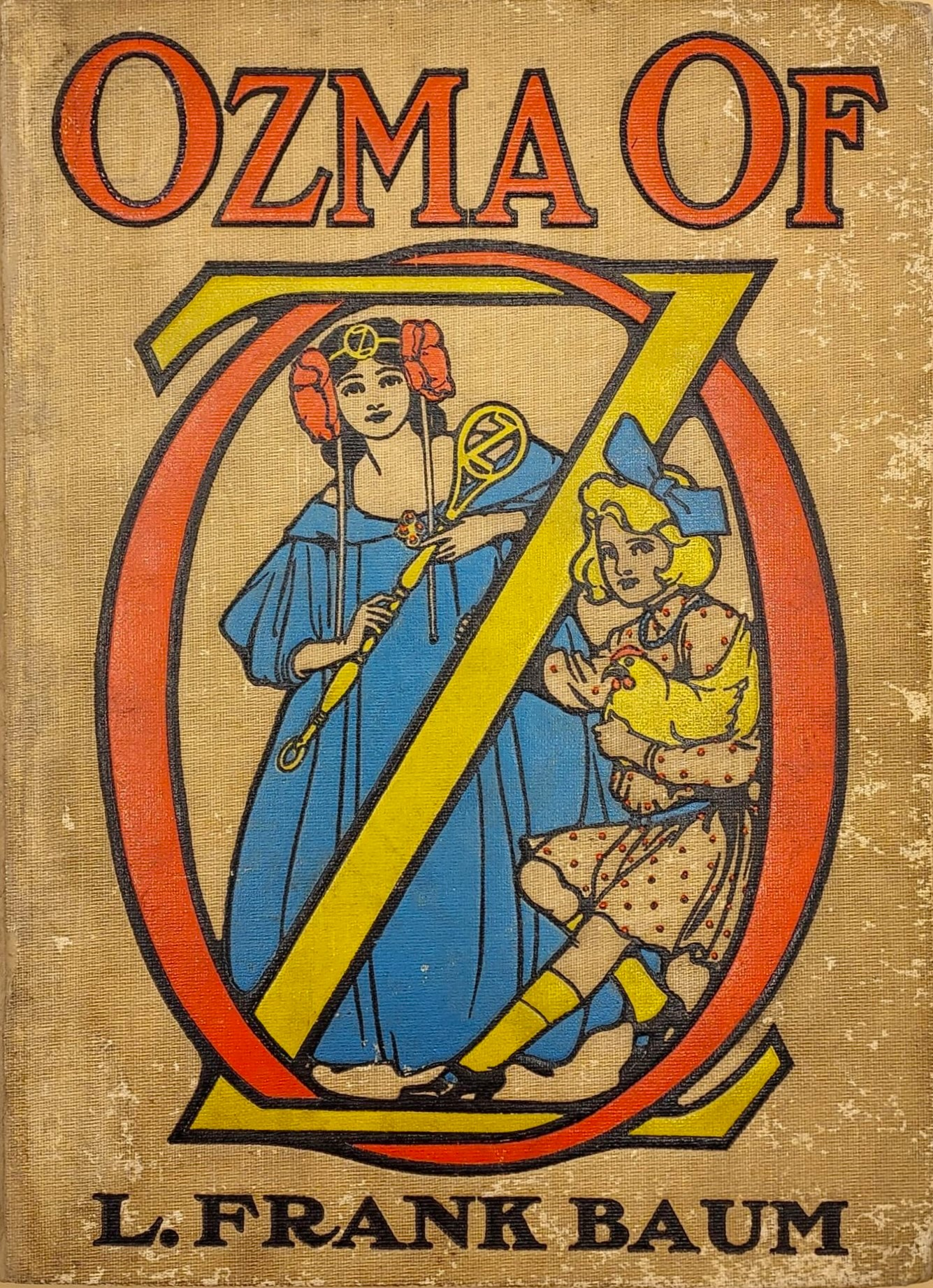

오즈의 오즈마 공주(Ozma of Oz)는 라이먼 프랭크 바움이 쓴 아동문학 작품이다. 오즈 시리즈의 3번째 작품이다. 1907년 7월 30일에 출간되었다.
대부분의 행동이 오즈땅 밖에서 일어난 최초의 오즈 시리즈이다. 오즈 자체에서는 마지막 2개의 장만 진행된다. 이것은 주제의 미묘한 변화를 반영한다. 첫번째 작품에서 오즈는 도로시가 캔자스로 돌아가는 위험한 땅이다. 3번째 작품에서 오즈는 이 시리즈의 끝이자 목표이다. 
이 책은 예술가 존 닐이 그림을 통해 삽화를 그렸다. 

## 줄거리
헨리 삼촌은 박사에게 캔자스 농가를 사이클론으로 휩쓸려서 교체해야하는 스트레스와 노동에서 휴가를 보내라고 조언을 듣게된다. 그는 조카 도로시 게일을 동반하며, 이모와 도로시의 애완견 토토는 호주로 향하는 작은 증기선을 타고 뒤돌아다닌다. 바다를 여행하는 동안 끔찍한 폭풍이 갑자기 닥쳤고, 비가 오고 번개가 치면서 작은 배가 파도 위로 격렬하게 던져지게 된다. 헨리와 도로시는 우연히 배 밖으로 던져지면서 함께 탄 노란색 암탉인 빌리나와 함께 물 속으로 던져질때 흩어진다. 2명의 사람은 근처에 떠다니는 나무 닭장으로 대피하게 된다.